# Йозеф Бенда (футболіст)
Йозеф Бенда (чеськ. Josef Benda) — чеський футболіст, що грав на позиції нападника.

## Футбольна кар'єра
У складі «Славії» розпочав виступати наприкінці 1901 року. Одним з перших його матчів у клубі стала перемога над чемпіоном Угорщини клубом «Будапешт ТК» з рахунком 4:1, у якому Бенда забив один з голів і отримав позитивні згадки у пресі. Через кілька днів Йозеф став автором двох голів у ворота віденського «Форвертса» (9:0), після чого ще два голи забив «Уніону» (4:2) у матчі кваліфікації кубка виклику. У 1902 році Бенда став автором хет-трику в грі з австрійським клубом «Ферст Вієнна» (6:0), також забив у ворота угорського «Ференцвароша», коли «Славія» здобула виїзну перемогу з рахунком 4:1.
У 1903 році до «Славії» приєднався бомбардир Ян Кошек, завдяки чому остаточно сформувалась дуже сильна і результативна лінія нападу команди у складі: Їндржих Баумрук — Йозеф Бенда — Ян Кошек — Ян Старий — Мирослав Ванек. Серед найбільш пам'ятних голів Бенди в 1903 році можна відзначити: 4 голи у ворота німецького клубу «Бон» (10:1), 3 голи у ворота угорського чемпіона «Будапешт ТК» (12:0), а також по одному голу в кожному з матчів у воротах сильного на той час данського клубу «Болдклуббен 1893» (7:9, 5:4).
Високий рівень гри Йозеф продемонстрував у 1905 році, за підсумками якого на початку 1906 року отримав нагороду найкращого спортсмена року в товаристві «Славія». Серед кращих матчів гравця в 1905 році поєдинок проти австрійської «Ферст Вієнни», що завершився перемогою «Славії» з рахунком 3:0, а всі три голи забив Бенда.
Свої виступи в складі «Славії» завершив у 1907 році. За кар'єру став автором 249 голів.
Загинув у роки Першої світової війни.